# Famille de Rue
Cet article traite des seigneurs de Rue, à ne pas confondre avec la famille Mestral de Rue, appelée également de Tavel
La famille de Rue est une famille de seigneurs fribourgeois.

## Histoire
Selon Castelnuovo, la famille fait partie de la moyenne aristocratie de la région. Elle est apparentée aux seigneurs de Montagny, mais on ignore les alliances matrimoniales de la famille. La famille fait partie des plus importants lignages de l'entourage de l'évêque de Lausanne. Les membres de la famille portent le titre de dominus dès la seconde moitié du XIIe siècle. Des fonctionnaires dépendaient des seigneurs de Rue.
Selon Morerod, Rodolphe de Rue et Rodolphe de Genève, le fils du comte Guillaume, tendent une embuscade à Pierre de Savoie, qui est gardé prisonnier au château de Rue. Le château est ensuite assiégé deux fois par une coalition des alliés de Pierre de Savoie. Il est détruit en 1237 et les coalisé en interdisent la reconstruction pour quinze ans. Cette embuscade est également relatée par Andenmatten, qui ajoute que Pierre de Savoie a été blessé. Il évoque une sentence dans laquelle Rodolphe de Genève est également accusé d'avoir enlevé et blessé Pierre de Savoie, mais il n'est pas sûr qu'il n'y ait eu qu'un seul enlèvement.

## Possessions
La seigneurie de Rue est composée du château et la ville de Rue , Promasens, Ursy, et des droits importants dans toute la région, notamment les dîmes de Thierrens, Mézières et Palézieux.
Jean de Rue achète les biens des Montagny en Lavaux en 1268.

## Hommages
Les Rue sont vassaux des comtes de Genève en 1225,. En 1247, Rodolphe de Rue prête hommage à Aymon II de Faucigny. À la suite des victoires militaires de la maison de Savoie sur les comtes de Genève, les seigneurs de Rue prêtent hommage à Pierre de Savoie en 1251.

## Généalogie
- Albert de Rue[17]
- Rodolphe l'Ancien de Rue[4]